# 雪佛兰羚羊
雪佛兰羚羊（英語：Chevrolet Impala）是由雪佛兰生产的一款标准车（部分车型为中型车），以非洲一种名为高角羚的羚羊命名，是雪佛兰1965年以来售价最高的车型，在美国广受欢迎。
但在車輛趨向小型化及多功能化的今天，雪佛蘭于2019年宣佈這款經典的大型轎車將于2020年停產，其後雪佛蘭將不會繼續使用羚羊（Impala）這個系列名稱。這也意味著在繼福特Crown Victoria在2011年停產後第二輛停產的平價美式經典標準車（Full-size car），如今只剩下道奇的Charger和與其共用平台的克萊斯勒300未停產